# Сензорне способности
Сензорне способности су способности чулног опажања, повезане са функционисањем система чулних органа (оштрина слуха, оштрина вида, оштрина мириса, тактилна способност, способност разликовања нијансе боја, способност тачне локализације звука итд). Испитивања и мерење ступња развијености сензорне способности стандардизованим тестовима имају значајну улогу у психолошким истраживањима и у пракси (у клиничкој психологији, инжењерској психологији, професионалној оријентацији и професионалној селекцији).